# 香椎浩平
香椎浩平（1881年1月25日－1954年12月3日）為日本大正至昭和時期之陸軍軍人，福岡縣出身。最終官階陸軍中將，陸軍中將香椎秀一之弟，屬於皇道派。

## 生平簡歷
1900年（明治33年）11月日本陸軍士官學校（12期）畢業。官階陸軍歩兵中尉，任職於歩兵第13連隊且於參加日俄戰爭時負傷。日本陸軍大學校（21期）畢業。1921年（大正10年）擔任日本駐德國武官兼駐瑞典武官。1924年（大正13年）擔任歩兵第14聯隊長。1926年（大正15年）晉升陸軍少將，職任歩兵第10旅團長。1928年（昭和3年）就任戸山學校長。1930年（昭和5年）擔任支那駐屯軍司令官。1931年（昭和6年）晉升陸軍中將。1932年（昭和7年）擔任教育總監部本部長。1934年（昭和9年）任職第6師團長。4月29日賜頒勲一等旭日大綬章。1935年（昭和10年）就任任東京警備司令官。
1936（昭和11）年2月26日發生二二六事件，2月27日奉命擔任戒嚴司令官，出來收拾整個混亂事態。其實，香椎自身反而帶領部隊進行兵變。7月10日轉為預備役。

## 著作
- 『英雄日本民族の自覚』（1940（昭和15）年 第一書房）